# Német királyok listája
Ez a lista a Frank Birodalom 843-as a Verduni szerződésben történő felosztása következtében létrejött Keleti Frank Királyság – amelyet a 10. századtól Német Királyságnak neveztek – királyait tartalmazza. A császár a Frank Birodalom valamennyi részkirályságának uralkodója volt. I. Ottó német-római császártól kezdve a Nyugati Frank Királyság már nem tartozott a császár hatalma alá, hanem csak a Német Királyság, valamint a középső frank birodalom utódkirályságai, az Itáliai Királyság és a Burgundiai Királyság. I. Ottótól kezdve csak német királyt koronáztak császárrá, akit előbb itáliai királlyá is kellett koronázni. A császár általában igyekezett örökösét még saját életében legalább német királlyá koronáztatni.

## Az utolsóKarolingok(Keleti frank királyok,843–918)
| Dinasztia  | Portré | Név                                                                   | Király                                                           | Megjegyzés |
| ---------- | ------ | --------------------------------------------------------------------- | ---------------------------------------------------------------- | --- |
| Karolingok |        | II. Német Lajos * 804 körül † 876. augusztus 28. (kb. 70 évesen)      | 843. augusztus 11. – 876. augusztus 23.                          | I. Jámbor Lajos fia. |
| Karolingok | –      | Karlmann * 828/829 † 880. szeptember 22. (51–52 évesen)               | 876. augusztus 28. – 880. március 22.                            | III. Lajos fivére. Bajor herceg is; 877-től Itália királya is.                                                                                   |
| Karolingok |        | III. Ifjabb Lajos * 830 körül † 882. január 20. (kb. 50 évesen)       | 876. augusztus 28. – 882. január 20.                             | II. Lajos fia. Keleti frank király, szász herceg, 880-tól bajor herceg is.                                                                       |
| Karolingok |        | III. Kövér Károly * 839. június 13. † 888. január 13. (48 évesen)     | 876. augusztus 28. – 887. november 11. császár: 881. február 12. | Karlmann fivére. Alemannia és Raetia ura is, 882-től német király. III. Károly néven német-római császár és II. Károlyként nyugati frank király. |
| Karolingok |        | Karintiai Arnulf * 850 körül † 899. december 8. (kb. 50 évesen)       | 887. november 30. – 899. december 8. császár: 896. április 25.   | Karlmann törvénytelen fia. |
| Karolingok |        | IV. Gyermek Lajos * 893 szeptembere † 911. szeptember 24. (18 évesen) | 900. január 21. – 911. augusztus 20.                             | Arnulf fia. |
| Konrádok   |        | I. Konrád * 881 körül † 918. december 23. (kb. 37 évesen)             | 911. november 10. – 918. december 23.                            | Frankföld hercege. Nem Karoling uralkodó. |

## ALiudolf-ház(919–1024)
| Dinasztia  | Portré | Név                                                             | Király                                                        | Megjegyzés |
| ---------- | ------ | --------------------------------------------------------------- | ------------------------------------------------------------- | --- |
| Liudolfok  |        | I. Madarász Henrik * 876 † 936. július 2. (60 évesen)           | 919. április 23. – 936. július 2.                             | III. Lajos sógorának a fia. Szász herceg. Ő volt az az uralkodó, akinek katonai erővel sikerült megvetnie a Német-Római Császárság alapjait, és ő volt az első, akit az Egyház is királlyá koronázott. |
| Luitpoldok | –      | Gonosz Arnulf * 890 körül † 937. július 14. (kb. 45–50 évesen)  | 919 – 921                                                     | Madarász Henrik ellenkirálya, Bajorország hercege. |
| Liudolfok  |        | I. Nagy Ottó * 912. november 23. † 973. május 7. (60 évesen)    | 936. augusztus 7. – 973. május 7. császár: 962. február 2.    | I. Henrik fia. Az első király, akit az Aacheni dómban koronáztak meg I. Lothár óta. 961-ben koronázta császárrá a pápa.                                                                                |
| Liudolfok  |        | II. Vörös Ottó * 955 vége † 983. december 7. (28 évesen)        | 961. május 26. – 983. december 7. császár: 967. december 25.  | I. Ottó fia. Már édesapja alatt német király 961–973, és még apja életében császárrá koronázták. |
| Liudolfok  |        | III. Ottó * 980 júliusa † 1002. január 23. (21 évesen)          | 983. december 25. – 1002. január 21. császár: 996. május 21.  | II. Ottó fia. |
| Liudolfok  |        | II. Szent Henrik * 973. május 6. † 1024. július 13. (51 évesen) | 1002. június 7. – 1024. július 13. császár: 1014. április 26. | I. Henrik dédunokája. |

## ASzáli-ház(1024–1137)
| Dinasztia       | Portré | Név                                                               | Király                                                           | Megjegyzés |
| --------------- | ------ | ----------------------------------------------------------------- | ---------------------------------------------------------------- | --- |
| Száliak         |        | II. Konrád * 990. július 12. † 1039. június 4. (48 évesen)        | 1024. szeptember 8. – 1039. június 4. császár: 1027. március 26. | I. Ottó ükunokája.                                                                                                   |
| Száliak         |        | III. Henrik * 1017. október 29. † 1056. október 5. (38 évesen)    | 1028. április 14. – 1056. október 5. császár: 1046. december 25. | II. Konrád fia, Még édesapja életében német király 1028–1039.                                                        |
| Száliak         |        | IV. Henrik * 1050. november 11. † 1106. augusztus 6. (55 évesen)  | 1054. július 17. – 1105. december 31. császár: 1084. március 21. | III. Henrik fia. Még édesapja alatt német király 1054–1056.                                                          |
| Rheinfeldenek   |        | Rajnai Rudolf * 1025 körül † 1080. október 15. (kb. 55 évesen)    | 1077. március 15. – 1080. október 15.                            | II. Henrik sógorának az unokája. IV. Henrik ellenkirálya.                                                            |
| Salmiak         | –      | Salmi Hermann * 1035 körül † 1088. szeptember 28. (kb. 53 évesen) | 1081. augusztus 6. – 1088. szeptember 28.                        | IV. Henrik sógora, és ellenkirálya.                                                                                  |
| Száliak         |        | (III.) Konrád * 1074. február 12. † 1101. július 27. (27 évesen)  | 1087. május 30. – 1101. július 27.                               | IV. Henrik fia. Még édesapja alatt német király 1087–1098, Itália királya 1093–1098, 1095–1101 között lázadást szít. |
| Száliak         |        | V. Henrik * 1086. augusztus 11. † 1125. május 23. (38 évesen)     | 1099. január 6. – 1125. május 23. császár: 1111. április 13.     | IV. Henrik fia. Még édesapja alatt német király 1099–1105. Lemondásra kényszerítette az apját.                       |
| Supplinburgerek |        | III. Lothár * 1075 júniusa † 1137. december 4. (62 évesen)        | 1125. augusztus 30. – 1137. december 4. császár: 1133. június 4. | Nem Száli uralkodó.                                                                                                  |

## AHohenstauf-ház(1138–1254)
| Dinasztia    | Portré | Név                                                                    | Király                                                                | Megjegyzés |
| ------------ | ------ | ---------------------------------------------------------------------- | --------------------------------------------------------------------- | --- |
| Hohenstaufok |        | III. Konrád * 1093 † 1152. február 15. (59 évesen)                     | 1138. március 7. – 1152. február 15.                                  | IV. Henrik unokája. Korábban III. Lothár ellenkirálya 1127–1135. |
| Hohenstaufok | –      | Berengár Henrik * 1137 † 1150 áprilisa/májusa (13 évesen)              | 1147. március 30. – 1150. augusztus                                   | III. Konrád fia. Még édesapja alatt német király 1147–1150. |
| Hohenstaufok |        | I. Rőtszakállú Frigyes * 1122 decembere † 1190. június 10. (67 évesen) | 1152. március 4. – 1190. június 10. császár: 1155. június 18.         | III. Konrád unokaöccse. |
| Hohenstaufok |        | VI. Henrik * 1165 novembere † 1197. szeptember 28. (31 évesen)         | 1169. augusztus 15. – 1197. szeptember 28. császár: 1191. április 14. | I. Frigyes fia. Még édesapja alatt német király 1169–1190. |
| Hohenstaufok |        | II. Frigyes * 1194. december 26. † 1250. december 13. (55 évesen)      | 1197                                                                  | VI. Henrik fia. Még édesapja alatt német király 1196. |
| Hohenstaufok |        | Sváb Fülöp * 1177 augusztusa † 1208. június 21. (30 évesen)            | 1198. március 6. – 1208. augusztus 21.                                | I. Frigyes fia. IV. Ottó ellencsászára. |
| Welfek       |        | IV. Ottó * 1182 † 1218. május 19. (36 évesen)                          | 1198. március 29. – 1215. július 5. császár: 1209. október 4.         | III. Lothár dédunokája, egyben Fülöp veje. Ellene lépett fel ellencsászárként Sváb Fülöp; később II. Frigyes volt az ellenfele. 1215-ben lemondott; 1218; május 19-én halt meg. |
| Hohenstaufok |        | II. Frigyes (2x)                                                       | 1212. december 5. – 1250. december 26. császár: 1220. november 22.    | Második, tényleges uralkodása. IV. Ottó ellencsászára 1215. július 5-éig. |
| Hohenstaufok |        | (VII.) Henrik * 1211 † 1242. február 12. (31 évesen)                   | 1220. április 23. – 1235. augusztus 15.                               | II. Frigyes fia. Még édesapja alatt német király 1220–1235. |
| Hohenstaufok |        | IV. Konrád * 1228. április 25. † 1254. május 21. (26 évesen)           | 1237. május – 1254. május 1.                                          | II. Frigyes fia. Még édesapja alatt német király, 1237–1250. |
| Türingiaiak  |        | Raspe Henrik * 1204 † 1247. február 16. (43 évesen)                    | 1246. május 22. – 1247. február 16.                                   | II. Frigyes ellenkirálya. |

## Vegyesházi uralkodók (1254–1347)
| Dinasztia        | Portré | Név                                                                   | Király                                                                          | Megjegyzés |
| ---------------- | ------ | --------------------------------------------------------------------- | ------------------------------------------------------------------------------- | --- |
| Hollandok        |        | Holland Vilmos * 1228 februárja † 1256. január 28. (27 évesen)        | 1247. október 3. – 1256. január 28.                                             | II. Frigyes és IV. Konrád ellenkirálya, 1247–1254. |
| Plantagenêt      |        | Cornwalli Richárd * 1209. január 5. † 1272. április 5. (63 évesen)    | 1257. január 13. – 1272. április 2.                                             | II. Frigyes sógora, Kasztíliai Alfonz ellenkirálya. Összesen kétszer járt Németországban. |
| Burgund-Ivreaiak |        | Kasztíliai Alfonz * 1221. november 23. † 1284. április 4. (62 évesen) | 1257. április 1. – 1275                                                         | Fülöp unokája, Cornwall-i Richárd ellenkirálya. Sohasem járt Németországban, és nem szólt bele a német politikába sem. Később I. Rudolf lépett fel ellene ellenkirályként. 1275-ben lemondott; 1284-ben halt meg. |
| Habsburgok       |        | I. Rudolf * 1218. május 1. † 1291. július 15. (73 évesen)             | 1273. szeptember 29. – 1291. július 15.                                         | Az első Habsburg-házi uralkodó, azonban utódai ekkor még nem tudták megszerezni a császárságot. |
| Nassauiak        |        | Nassaui Adolf * 1255 körül † 1298. július 2. (kb. 45–50 évesen)       | 1292. május 5. – 1298. június 23.                                               | |
| Habsburgok       |        | I. Albert * 1255 júliusa † 1308. május 1. (52 évesen)                 | 1298. június 24. – 1308. május 1.                                               | I. Rudolf fia, Nassaui Adolf ellenkirálya, 1298. |
| Luxemburgiak     |        | VII. Henrik * 1274. július 12. † 1313. augusztus 24. (39 évesen)      | 1308. november 27. – 1313. augusztus 24. császár: 1311. június 13.              | |
| Wittelsbachok    |        | IV. Lajos * 1282. április 1. † 1347. október 11. (65 évesen)          | 1314. október 20. – 1347. október 11. császár: 1328. január 17.                 | I. Rudolf unokája, Adolf leányának a sógora. III. Frigyes ellenkirálya 1314–1322. |
| Habsburgok       |        | (III.) Frigyes * 1289 † 1330. január 13. (41 évesen)                  | 1314. október 19. – 1322. szeptember 28. 1325. szeptember 5. – 1330. január 13. | I. Albert fia, IV. Lajos ellenkirálya 1314–1322; majd társcsászára 1325–1330. |

## ALuxemburg-ház(1347–1437)
| Dinasztia      | Portré | Név                                                             | Király                                                          | Megjegyzés                                                                                       |
| -------------- | ------ | --------------------------------------------------------------- | --------------------------------------------------------------- | ------------------------------------------------------------------------------------------------ |
| Luxemburgiak   |        | IV. Károly * 1316. május 14. † 1378. november 29. (62 évesen)   | 1346. július 11. – 1378. november 29. császár: 1355. április 5. | VII. Henrik unokája, IV. Lajos ellenkirálya, 1346–1347.                                          |
| Schwarzburgiak |        | Schwarzburgi Günther * 1304 † 1349. június 14. (45 évesen)      | 1349. január 30. – május 24.                                    | IV. Károly ellenkirálya.                                                                         |
| Luxemburgiak   |        | Vencel * 1361. február 26. † 1419. augusztus 16. (58 évesen)    | 1376. június 10. – 1400. augusztus 20.                          | IV. Károly fia, még édesapja alatt német király 1376–1378. 1400-ban letették; 1419-ben halt meg. |
| Wittelsbachok  |        | Pfalzi Rupert * 1352. május 5. † 1410. május 18. (58 évesen)    | 1400. augusztus 21. – 1410. május 18.                           | IV. Lajos ükunokaöccse.                                                                          |
| Luxemburgiak   |        | Zsigmond * 1368. február 14. † 1437. december 9. (69 évesen)    | 1411. július 21. – 1437. december 9. császár: 1433. május 31.   | IV. Károly fia.                                                                                  |
| Luxemburgiak   |        | Moravia Jobst * 1351. január 29. † 1411. január 18. (59 évesen) | 1410. október 1. – 1411. január 8.                              | IV. Károly unokaöccse, Zsigmond ellenkirálya.                                                    |

## AHabsburg-ház(1438–1745)
| Dinasztia               | Portré | Név                                                                   | Király | Megjegyzés |
| ----------------------- | ------ | --------------------------------------------------------------------- | --- | --- |
| Habsburgok              |        | II. Albert * 1397. augusztus 16. † 1439. október 27. (42 évesen)      | 1438. március 18. – 1439. október 27.                                                                      | I. Albert negyedik generációs leszármazottja, Zsigmond leányának, Erzsébetnek a férje.                                                                  |
| Habsburgok              |        | III. Frigyes * 1415. szeptember 21. † 1493. augusztus 19. (77 évesen) | 1440. február 2. – 1493. augusztus 19. császár: 1452. március 16.                                          | I. Albert negyedik generációs leszármazottja, II. Albert másodunokatestvére.                                                                            |
| Habsburgok              |        | I. Miksa * 1459. március 22. † 1519. január 12. (59 évesen)           | 1486. február 16. – 1519. január 12. császár: 1508. február 4.                                             | III. Frigyes fia, még édesapja alatt német király 1486–1493. 1508-ban választották császárrá a pápa jóváhagyásával.                                     |
| Habsburgok              |        | V. Károly * 1500. február 24. † 1558. szeptember 21. (58 évesen)      | 1519. június 28. – 1556. szeptember 21. császár: 1530. február 24.                                         | I. Miksa unokája, az utolsó császár, akit a pápa koronázott meg (az összes későbbit választották). 1556-ban lemondott; 1558. szeptember 21-én halt meg. |
| Habsburgok              |        | I. Ferdinánd * 1503. március 10. † 1564. július 25. (61 évesen)       | 1531. január 5. – 1564. július 25. császár: 1556. szeptember 21. választófejedelmek által megválasztva     | V. Károly fivére, még bátyja alatt német király 1531–1556. Az utolsó király, akit az Aacheni dómban koronáztak meg.                                     |
| Habsburgok              |        | II. Miksa * 1527. július 31. † 1576. október 12. (49 évesen)          | 1562. november 22. – 1576. október 12. császár: 1564. július 25. választófejedelmek által megválasztva     | I. Ferdinánd fia, még édesapja alatt német király 1562–1564.                                                                                            |
| Habsburgok              |        | II. Rudolf * 1552. július 18. † 1612. január 20. (59 évesen)          | 1575. október 27. – 1612. január 20. császár: 1576. november 2. választófejedelmek által megválasztva      | II. Miksa fia, még édesapja alatt német király, 1575–1576.                                                                                              |
| Habsburgok              |        | Mátyás * 1557. február 24. † 1619. március 20. (62 évesen)            | 1612. június 13. – 1618. március 20. császár: 1612. június 13. választófejedelmek által megválasztva       | II. Rudolf fivére. |
| Habsburgok              |        | II. Ferdinánd * 1578. július 9. † 1637. február 15. (58 évesen)       | 1618. augusztus 28. – 1637. február 15. császár: 1618. augusztus 28. választófejedelmek által megválasztva | I. Ferdinánd unokája. |
| Habsburgok              |        | III. Ferdinánd * 1608. július 13. † 1657. április 2. (48 évesen)      | 1636. december 22. – 1657. április 2. császár: 1637. február 15. választófejedelmek által megválasztva     | II. Ferdinánd fia, még édesapja alatt német király 1636–1637.                                                                                           |
| Habsburgok              |        | IV. Ferdinánd * 1633. szeptember 8. † 1654. július 9. (20 évesen)     | 1653. május 31. – 1654. július 9.                                                                          | III. Ferdinánd fia, még édesapja alatt német király. |
| Habsburgok              |        | I. Lipót * 1640. június 9. † 1705. május 5. (64 évesen)               | 1658. július 18. – 1705. május 5. császár: 1658. július 18. választófejedelmek által megválasztva          | III. Ferdinánd fia. |
| Habsburgok              |        | I. József * 1678. július 26. † 1711. április 17. (32 évesen)          | 1690. január 23. – 1711. április 17. császár: 1705. május 5. választófejedelmek által megválasztva         | I. Lipót fia, még édesapja alatt német király 1690–1705.                                                                                                |
| Habsburgok              |        | VI. Károly * 1685. október 1. † 1740. október 20. (55 évesen)         | 1711. október 27. – 1740. október 20. császár: 1711. október 27. választófejedelmek által megválasztva     | I. Lipót fia. |
| Interregnum (1740–1742) |        |                                                                       | | |
| Wittelsbachok           |        | VII. Károly * 1697. augusztus 6. † 1745. január 20. (47 évesen)       | 1742. január 14. – 1745. január 20. császár: 1742. január 14. választófejedelmek által megválasztva        | I. József leányának, Mária Amáliának a férje. |

## AHabsburg–Lotaringiai-ház(1745–1806)
| Dinasztia               | Portré | Név                                                             | Király | Megjegyzés |
| ----------------------- | ------ | --------------------------------------------------------------- | --- | --- |
| Lotaringiaiak           |        | I. Ferenc * 1708. december 8. † 1765. augusztus 18. (56 évesen) | 1745. szeptember 13. – 1765. április 18. császár: 1745. szeptember 13. választófejedelmek által megválasztva | VI. Károly leányának, Mária Teréziának a férje.                                                                      |
| Habsburg– Lotaringiaiak |        | II. József * 1741. március 13. † 1790. február 20. (48 évesen)  | 1764. március 27. – 1790. február 20. császár: 1765. augusztus 18. választófejedelmek által megválasztva     | I. Ferenc és Mária Terézia fia, még édesapja alatt német király 1764–1765.                                           |
| Habsburg– Lotaringiaiak |        | II. Lipót * 1747. május 5. † 1792. március 1. (44 évesen)       | 1790. szeptember 30. – 1792. március 1. császár: 1790. szeptember 30. választófejedelmek által megválasztva  | I. Ferenc és Mária Terézia fia.                                                                                      |
| Habsburg– Lotaringiaiak |        | II. Ferenc * 1768. február 12. † 1835. március 2. (67 évesen)   | 1792. július 7. – 1806. augusztus 6. császár: 1792. július 7. választófejedelmek által megválasztva          | II. Lipót fia. Miután Napóleon felszámolta a Német-római Császárságot, felvette az osztrák császári címet 1804–1835. |

## Rajnai Szövetség(Rheinbund)(1806–1813)
Amikor Napóleon 1806-ban bevonult Berlinbe, felszámolta a már amúgyis haldokló Német-római Császárságot, és több kis államra osztotta, melyek élére rokonait és hű tábornokait ültette. Ezekből az államokból szervezte meg mintegy ütközőállamnak a Rajnai Szövetséget.
| Név                     | Cím                                             | Dinasztia     | Trónra lépés     | Uralkodásának vége |
| ----------------------- | ----------------------------------------------- | ------------- | ---------------- | ------------------ |
| I. (Bonaparte) Napóleon | francia császár, a Rajnai Szövetség protektora. | Bonaparte-ház | 1806. július 25. | 1813. október 19.  |

## Német Szövetség(1815–1866)
| Név                | Cím                                        | Dinasztia                | Trónra lépés                                                                                    | Uralkodásának vége                                                                              |
| ------------------ | ------------------------------------------ | ------------------------ | ----------------------------------------------------------------------------------------------- | ----------------------------------------------------------------------------------------------- |
| I. Ferenc          | Osztrák császár, a Német Szövetség elnöke. | Habsburg–Lotaringiai-ház | 1815. június 20.                                                                                | 1835. március 2.                                                                                |
| I. Ferdinánd       | Osztrák császár, a Német Szövetség elnöke. | Habsburg–Lotaringiai-ház | 1835. március 2.                                                                                | 1848. július 12.                                                                                |
| János főherceg     | Régens                                     | Habsburg–Lotaringiai-ház | 1848. július 12.                                                                                | 1849. december 20.                                                                              |
| IV. Frigyes Vilmos | Porosz király                              | Hohenzollern-ház         | A Frankfurti Birodalmi Gyűlés által 1849-ben felajánlott Német császári címet visszautasította. | A Frankfurti Birodalmi Gyűlés által 1849-ben felajánlott Német császári címet visszautasította. |
| I. Ferenc József   | Osztrák császár, a Német Szövetség elnöke. | Habsburg–Lotaringiai-ház | 1850. május 1.                                                                                  | 1866. augusztus 24.                                                                             |

## Északnémet Szövetség(1867–1871)
| Név       | Cím                                            | Dinasztia        | Trónra lépés    | Uralkodásának vége |
| --------- | ---------------------------------------------- | ---------------- | --------------- | ------------------ |
| I. Vilmos | Porosz király, az Északnémet Szövetség elnöke. | Hohenzollern-ház | 1867. július 1. | 1871. január 18.   |

1871-ben császárrá koronáztatta magát a versailles-i kastélyban.

## Német Birodalom(1871–1918)
| Dinasztia      | Portré | Név                                                          | Császár                              | Megjegyzés                                     |
| -------------- | ------ | ------------------------------------------------------------ | ------------------------------------ | ---------------------------------------------- |
| Hohenzollernek |        | I. Vilmos * 1797. március 22. † 1888. március 9. (90 évesen) | 1871. január 18. – 1888. március 9.  |                                                |
| Hohenzollernek |        | Frigyes * 1831. október 18. † 1888. június 15. (56 évesen)   | 1888. március 9. – június 15.        | I. Vilmos fia. Porosz királyként III. Frigyes. |
| Hohenzollernek |        | II. Vilmos * 1859. január 27. † 1941. június 4. (82 évesen)  | 1888. június 15. – 1918. november 9. | III. Frigyes fia.                              |

## A Német Császárság trónkövetelői
A monarchisták arra hivatkozva, hogy II. Vilmos volt a Hohenzollern-ház feje, a császár halála után az ő leszármazottait tartották jogos trónkövetelőknek.
| Név                | Cím (trónkövetelőként)                                                                                     | Dinasztia        |
| ------------------ | --- | ---------------- |
| III. Vilmos        | Német császár, porosz király                                                                               | Hohenzollern-ház |
| I. Lajos Ferdinánd | Német császár, porosz király                                                                               | Hohenzollern-ház |
| I. György Frigyes  | Német császár, porosz király és öröklés alapján fenntartotta az igényt a Mecklenburg nagyhercege címre is. | Hohenzollern-ház |

## Fordítás
- Ez a szócikk részben vagy egészben  a   List of German monarchs című angol Wikipédia-szócikk fordításán alapul.  Az eredeti cikk szerkesztőit annak laptörténete sorolja fel. Ez a jelzés csupán a megfogalmazás eredetét és a szerzői jogokat jelzi, nem szolgál a cikkben szereplő információk forrásmegjelöléseként.

## Lásd még
A szócikk vitalapját, az uralkodói címeket illetően (2022. március 19.)